# 사서 (직업)

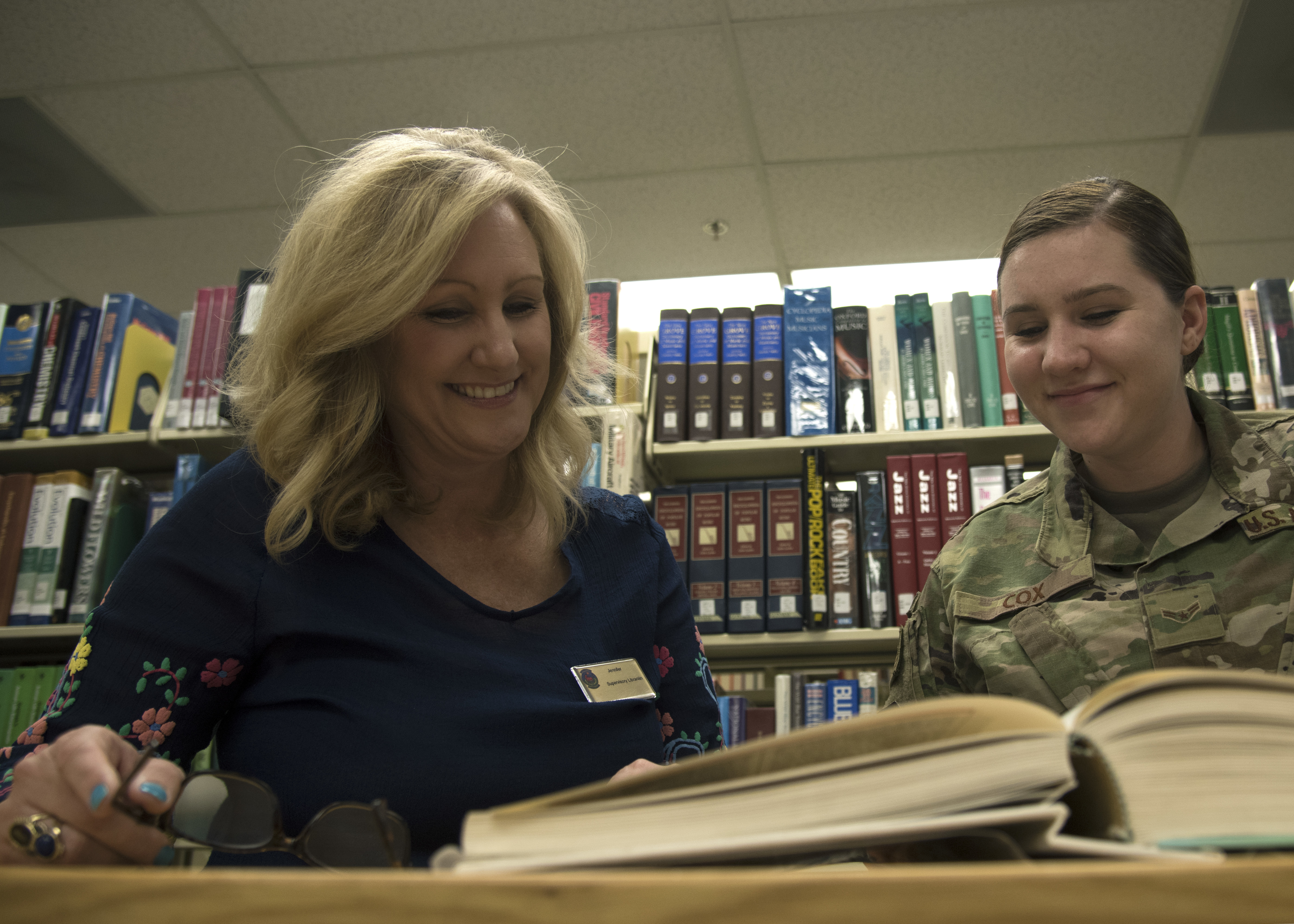
사서

사서(司書, librarian)란 도서관의 경영과 관리를 맡으며 문헌을 수집·정리하여 이용자에게 정보를 제공하는 직업 또는 사람을 가리킨다. 
사서의 역할은 시간이 지나면서 많이 바뀌었고, 특히 지난 세기에는 많은 새로운 미디어와 기술이 적용되었다. 고대 세계의 가장 초기 도서관부터 현대 정보 중심지에 이르기까지 데이터 저장소에 정보를 보관하고 있는 관리자와 보급자가 있었다. 역할과 책임은 도서관의 유형, 사서의 전문 분야, 소장품을 유지하고 사용자가 사용할 수 있도록 하는데 필요한 기능에 따라 매우 다양하다.
사서직 교육은 변화하는 역할을 반영하여 시간이 지남에 따라 변화해왔다.

## 역사

### 고대시절
수메르인들은 회계를 기록하도록 서기들을 훈련시킨 최초의 사람들이었다. "장부의 주인" 또는 "정첩의 보관자"는 이 기록들의 방대한 양과 복잡성을 처리하도록 훈련받은 필경사 또는 성직자들이었다. 그들의 구체적인 임무의 범위는 알려지지 않았다.
기원전 8세기쯤, 아시리아의 왕인 아슈르바니팔은 메소포타미아의 니네베에 있는 그의 궁전에 도서관을 만들었다. 아슈르바니팔은 역사상 처음으로 사서직을 직업으로 도입한 사람이었다. 우리는 문학 텍스트, 역사, 오멘, 천문학적 계산, 수학 표, 문법 및 언어 표, 사전, 상업 기록 및 법률을 포함한 수메르와 바빌로니아 자료에 관한 수천 개의 판을 감독하기 위해 고용된 적어도 한 명의 "책의 관리자"를 알고 있다. 이 모든 판들은 목록화되었고 각각 인식표를 가지고 주제 또는 유형별로 논리적인 순서로 배열되었다.
기원전 323년 알렉산드로스 대왕이 사망한 후 프톨레마이오스 1세에 의해 만들어진 알렉산드리아 대도서관은 모든 그리스 문학을 수용하기 위해 만들어졌다. 그것은 유명한 사서들로 유명했다: 데메트리오스, 제노도토스, 에라토스테네스, 아폴로니우스, 아리스토파네스, 아리스타르코스, 그리고 칼리마코스. 이 학자들은 도서관 소장품에 있는 매우 다양한 두루마리들의 수집과 목록 작성에 상당한 기여를 했다. 가장 주목할 만한 것은 칼리마코스가 도서관 소장품의 첫 번째 주제 카탈로그라고 여겨지는 피나케들을 만들었다. 피나케들은 10개의 주제 클래스로 배열된 120개의 두루마리들을 포함하고 있었고, 각 클래스는 제목별로 알파벳 순서로 작가들을 나열하면서 세분화되었다. 알렉산드리아의 사서들은 "학습의 고객"으로 여겨졌다.
로마 공화정 말기와 로마 제국이 시작될 무렵, 로마 귀족들은 그들의 집에 개인 도서관을 여는 것이 일반적이었다. 키케로와 같은 이 귀족들 중 많은 사람들은 개인 도서관의 내용을 혼자 간직하고 있었는데, 오직 그의 컬렉션의 거대함만을 자랑했다. 루쿨루스와 같은 다른 사람들은 그들의 컬렉션에서 두루마리를 공유함으로써 사서를 빌려주는 역할을 맡았다. 많은 로마 황제들은 시민들로부터 호의를 얻기 위해 공공 도서관을 그들의 정치적 선전에 포함시켰다. 학자들이 다양한 황제들의 도서관에서 사서 역할에 고용되었지만, 개인이 사서가 될 자격이 있는 특정한 사무실이나 역할은 없었다. 예를 들어, 아우구스투스의 도서관의 첫 번째 사서인 폼페이우스 마그누스는 군사적인 의무와 사법적인 의무를 모두 겸비한 사무실인 성직자였다. 이후 같은 도서관의 사서는 문법학자인 가이우스 율리우스 히기누스였다.

### 중세시대와르네상스
유럽의 기독교 수도원들은 로마 제국의 멸망 이후 도서관의 제도를 존속시킨 것으로 인정받고 있다. 첫 번째 코덱스(두루마리가 아닌 책)가 인기를 얻게 된 것은 바로 이 시기이다: 양피지 코덱스이다. 수도원 내에서 사서의 역할은 종종 수도승들이 책을 덮고 있는 책을 베끼는 대서관의 감독자에 의해 채워졌다. 그리스 고전주의자들의 성공적인 번역을 따라 서지오테카리우스(문자 그대로 "도서관")의 타이틀을 맡게 된 아나스타시아스라는 수도사가 있었다. 이 시기 동안, 보안을 위해 책을 책상에 사슬로 묶는 강단 제도도 도입되었다. 이 시기의 책의 분류와 정리는 일반적으로 주제별, 알파벳별로 이루어졌고, 기본적인 체크 리스트를 사용하여 자료를 발명했다. 그 시기 후반에, 사서로 알려진 개인들은 더 공식적인 목록 작성, 목록 작성, 그리고 분류를 시작했다.
14세기에 대학들은 도서관을 가지고 사서들을 고용하는 것이 다시 생겨나기 시작했다. 동시에 귀족들과 법학자들은 그들 자신의 도서관을 신분의 상징으로 세우기 시작했다. 프랑스 왕 찰스 5세는 자신의 도서관을 시작했고, 그는 자신의 수집품을 이 시대의 사서들과 밀접하게 관련된 속성인 서지 파일로 유지했다.
르네상스는 도서관에 대한 귀족들의 열광의 시기로 여겨진다. 이 시기 동안, 유럽에서 Petrarch와 Boccachio와 같은 인물들에 의해 훌륭한 사립 도서관이 개발되었다. 이 도서관들은 악화되고 있는 수도원 도서관들에서 필사본들의 위치를 찾기 위해 서유럽 전역에 요원들을 보낸 교황들, 왕족들, 그리고 귀족들에 의해 후원되었다. 그 결과, 르네상스 도서관들은 풍부한 본문들로 채워졌다. 이 도서관들의 자료들은 대부분 제한되었지만, 도서관들은 대중에게 개방되었다. 사서들은 공공의 필요를 충족시키기 위해 도서관을 계획하고 조직하는 데 필요했다. 이러한 조직적인 목표를 달성하기 위한 도구, 최초의 도서관 카탈로그는 1595년에 나타났다.

### 계몽시대
16세기 동안, 모든 인쇄된 책들의 보편적인 목록인 서지오테카 유니버셜리스를 만들려는 생각이 저명한 학자들과 사서들로부터 나타났다: 콘래드 게스너, 가브리엘 나우데, 존 두리, 그리고 고트프리트 라이프니츠. 서지오테카 유니버셜리스를 설립한 네 명의 사서들은 사서직에서 중요한 인물들인다. 가브리엘 나우데는 사서직에 관한 최초의 인쇄된 모노그래프인 Avis pourdresser une bibliothèque를 출판했다. 이 모노그래프에서, 나우데는 유명하고, 더 모호하고, 이단적인 작가들의 오래된 것과 새로운 것, 모든 종류의 책들을 모으는 것을 옹호했다. 그는 또한 도서관 소장품의 개발로 이어진 도서관의 조직과 관리에 대한 생각에 기여했다. 일부 도서관들이 도서관 경내 밖에서 책을 빌려주기 시작한 것도 나우데 덕분이었다.
존 두리(John Dury)는 최초의 영국 도서관 이론가로 여겨진다. 그는 사무엘 하틀리브(Samuel Hartlib)에게 전문 사서의 직무에 관한 두 통의 편지를 썼고, 그 편지는 1650년에 "개혁된 도서관 관리자(The Reformed Library-Keeper)"로 출판되었다. 그는 사서들이 책을 돌보는 것뿐만 아니라, 사서직의 수준을 높이기 위해 잘 교육받고 성취되어야 한다고 주장했다. 게다가, 그는 사서들이 그들의 임무를 최대한 수행하기 위해 그들의 에너지를 사용하기 위해 생활임금을 받을 자격이 있다고 주장했다. 고트프리트 라이프니츠(Gottfried Liibniz)는 사서가 학습의 도움에 가장 중요한 요소라고 지지했다. 그는 도서관 컬렉션에 전통적인 문학 외에 과학 텍스트를 포함시킨 것으로 인정받고 있다.
이 시기의 또 다른 주요 인물은 외교관으로서의 경력을 포기하고 옥스포드의 보들레이안 도서관을 설립한 토마스 보들레이안 경이었다. 그는 현대 최초의 기능적인 도서관을 창조한 것으로 인정받고 있다. 보들레이 이후의 사서들은 보들레이안의 사서인 Protobliobiothecarius Bodleianus라고 불렸다. 그들은 일년에 40파운드를 벌 것이다. 이러한 사서들과 함께 형성된 생각은 17세기까지 계속해서 발전했다. Bibliotheca Universalis의 접근법과 함께, 도서관의 내용은 학문적 가치뿐만 아니라 오락의 문학을 포함하도록 덜 선택적이 되었다. 이 시기에, 도서관들은 또한 더 이상 작은 독자 집단에 제한되지 않고, 대중에게 완전히 개방되었다.
18세기 프랑스에서, 두 명의 사서인 Hubert-Pascal Ameilhon과 Joseph Van Praet는 Bibrothèque Nationale에서 사람들의 재산이 된 300,000권 이상의 책과 원고를 선택하고 확인했다. 프랑스 혁명 동안, 사서들은 모든 국민들이 사용할 책을 선택하는 것에 대한 유일한 책임을 맡았다. 이 행동으로부터 현대 도서관 서비스의 개념인 부와 교육에 관계없이 일반 대중에게 도서관 서비스의 민주적인 확장이 이루어졌다.

### 현대
18세기에는 전업 사서가 존재했지만, 도서관 역할의 전문화는 최초의 양성학교, 최초의 대학교, 최초의 전문적인 협회와 인허가 절차에서 알 수 있듯이 19세기의 발전이었다.
1870년대 영국에서, 도서관의 여성들을 위한 새로운 고용 역할이 열렸다; 그 업무들은 "소녀와 여성에게 아주 적합하다"고 말했다. 1920년까지, 여성과 남성은 도서관 직업에서 똑같이 수가 많았지만, 1930년까지 여성이 앞섰고 1960년까지 80%를 차지했다. 그 전환을 설명하는 요인들은 제1차 세계 대전의 인구학적 손실, 1919년 공공 도서관법의 조항, 카네기 영국 신탁의 도서관 건설 활동, 그리고 여성 고용 중앙국의 도서관 고용 옹호를 포함했다. 영국에서, 보수당 정부가 2015-2016년에 전문적인 사서들을 무급 자원봉사자들로 대체하기 시작했다는 증거가 있다.

## 직무
도서관에서 이용자의 편의를 위해 서적, 정기간행물, 시청각자료 등을 수집하고 일정한 기준에 의거하여 분류, 정리, 보관하는 업무를 수행한다. (연세대학교 - 학과 소개 - 졸업 후 진로)

## 자격

### 대한민국
대한민국에서 사서가 되려면 일반적으로 사서자격증이 있어야 한다. 취득을 위해서는 별도의 시험이 있지 않고 고등교육 과정 이수 후에 자격이 주어질 수 있다. 4년제 대학 문헌정보학과를 성공적으로 이수하면 2급 정사서 자격증이 주어지고, 전문대학 문헌정보과를 이수하면 준사서 자격증이 주어진다. 사서 자격증으로 1급 정사서, 2급 정사서, 준사서가 있다.

### 북미
미국과 캐나다에서는 일반적으로 관련 대학에서 1-2년 간의 도서관학(Library science) 석사 과정을 거친 사람이 사서가 된다. 도서관학 석사 학위는 미국 도서관 협회에서 추천하므로 많은 경우 사서가 되기 위한 필요사항이 되며, 한편 학사과정에서의 전공은 개개인의 전문 분야로 인정받을 수 있어 비교적 다양하다.

## 같이 보기
- 기록물관리사
- 학예사